# Al Bayda
Al Bayda (ook wel El Beida; Arabisch: البيضاء) is met een bevolking van 250.000 (2010) de vierde stad van Libië en de tweede stad in de oostelijke regio. Het is de hoofdstad van Al Jabal al Akhdar. Nabij Al Bayda ligt de luchthaven La Abraq.
De stad werd ten tijde van het Koninkrijk Libië, in de jaren vijftig, gebouwd om als nieuwe hoofdstad te gaan dienen. Er waren verschillende overheidsinstanties en ambassades gevestigd. In de laatste drie jaren van de heerschappij van koning Idris I had ook het Libische parlement zijn zetel in Al Bayda. Dit veranderde bij de revolutie van 1969 van Moammar al-Qadhafi toen Tripoli zijn hoofdstadstatus herkreeg.

## Geboren in Al Bayda
- Mustafa Abud al-Jeleil (1952), politicus
- Mahmoud Jibril (1952), politicus